# 芨芨草
芨芨草（学名：Achnatherum splendens）是一种禾本科植物。

## 分佈
这种植物在中国北方分布很广，如黑龙江、吉林、辽宁、内蒙古、陕西北部、宁夏、甘肃、新疆、青海、四川西部、西藏高原东部等；还分布于亚洲中部和北部，如蒙古、苏联等。